# Evangelische Kirche Mappach

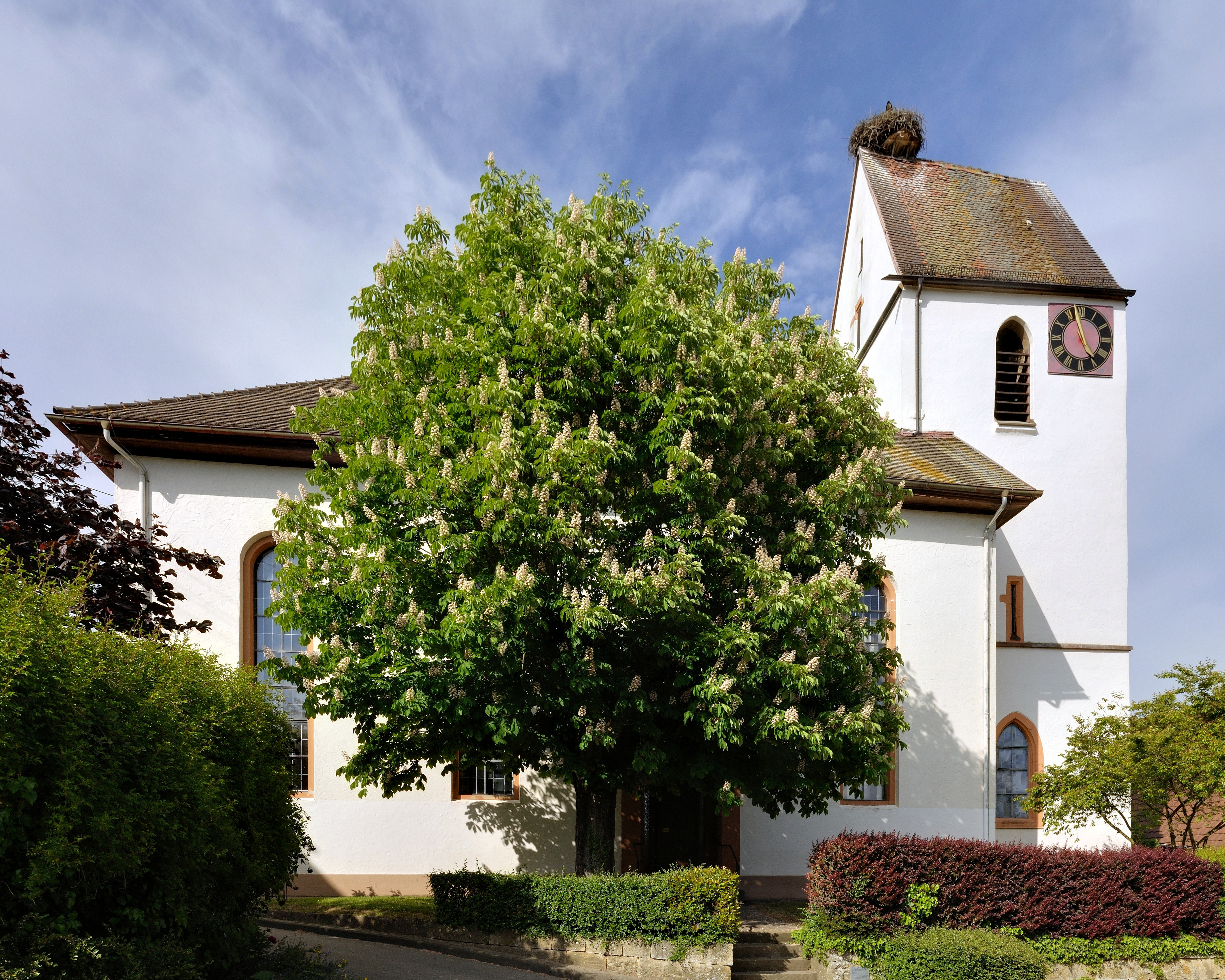
Längsseite der Kirche in Mappach

Die Evangelische Kirche Mappach steht im Ortsteil Mappach der südbadischen Gemeinde Efringen-Kirchen. Das Langhaus der Kirche wurde im 19. Jahrhundert neu erbaut; ihre Ursprünge reichen bis in das 9. Jahrhundert zurück, womit sie zu den ältesten Kirchen im Landkreis Lörrach zählt. Die Kirche zeigt heute noch Reste von Wandmalereien aus dem 15. Jahrhundert.

## Geschichte
Die erste schriftliche Erwähnung eines Gotteshauses in Mappach („basilica in Madebach“) geht auf das Jahr 874 zurück. Ausgrabungsarbeiten bestätigten, dass die Kirche sogar schon in der ersten Hälfte des 9. Jahrhunderts gestanden haben muss. Dem damaligen Turm mit trapezförmigen Grundriss schloss sich westlich ein Kirchenschiff mit etwa gleicher Breite an. Ungewiss bleibt, ob sich an der Nordseite des Glockenturms eine Sakristei anschloss.
In romanischer Zeit wurde die Kirche nach Westen erweitert und Altar und Taufstein vom Turm ins Langhaus verlegt sowie unter dem Triumphbogen eine Piscina eingerichtet.
Im 14. Jahrhundert entstand an Stelle der Vorgängerkirche ein Neubau mit einem zweigeschossigen Turm. In einer Nische an der Ostwand stand eine Statue der heiligen Katharina, die sich heute im Museum am Burghof in Lörrach befindet. Um 1490 entstanden eine Reihe von Bildmalereien, die neben alttestamentlichen Propheten auch Heilige aus dem Neuen Testament und die Annenlegende darstellten. Untersuchungen zufolge war das Langhaus vermutlich vollständig ausgemalt gewesen.
Durch Kriege war die Kirche in der zweiten Hälfte des 17. Jahrhunderts in einen schadhaften Zustand geraten. 1694 erhielt ein Maurermeister aus Wintersweiler den Auftrag, die dachlose Kirche und das baufällige Mauerwerk auszubessern. Bei einer weiteren Renovierung 1721 versetzte man die Kanzeln an den Triumphbogen. Zudem brachte man an den Ecken des Chors vier Konsolen an, die entweder Apostel- oder Stifterfiguren trugen.
Die voranschreitende Baufälligkeit erforderte einen völligen Neubau des Langhauses. Dazu brach man 1830 das alte Kirchenschiff ab. Die Bauleitung hatte Johann Georg Köbel aus Kandern, der das Gotteshaus im Weinbrenner-Stil neu gestaltete. Dabei mauerte man unter anderem den Triumphbogen zu und die Turmhalle war nunmehr nur über eine Türe hinter dem Altar zugänglich, über der eine Kanzel angebracht wurde. Entlang der Nord-, West und Südwand zog man eine Empore ein, die Orgel verlegte man auf den westlichen Teil. Neben neuen Langhausfenstern erhielt die Kirche zusätzlich zum neugestalteten Hauptportal einen weiteren Zugang in der Südwand. Am 14. August 1831 wurde die Kirche wieder ihrer Bestimmung übergeben.
Während Instandsetzungsarbeiten am Turm 1930 entdeckte man die alten Fresken wieder, die man in den Folgejahren freilegte. Der im 19. Jahrhundert zugemauerte Triumphbogen zwischen Schiff und Turmhalle wurde bei Renovierungsarbeiten in den Jahren 1969 bis 1970 wieder geöffnet. Damit konnten die restaurierten Fresken im Turmuntergeschoss wieder in den Gottesdienst einbezogen werden. Altar, Kanzel, Taufstein und Verglasung wurden von Jürgen Brodwolf neu gestaltet.

## Beschreibung

### Kirchengebäude
Die im Ortszentrum von Mappach stehende Kirche ist dich von benachbarten Wohnhäusern umbaut. Ein kleiner Vorplatz am Hauptportal der Westfassade dient gleichzeitig als Hinterhof von älteren Wohnhäusern. Das Langhaus ist über ein Satteldach gedeckt, das zur Westseite abgewalmt ist. Ostwärts ist ein massiver Glockenturm angebaut, der über ein parallel zum Langhaus verlaufendes Satteldach bedeckt ist. Zur Süd- und Nordseite hat der Turm je eine spitzbogige Klangarkade und seitlich davon ein Zifferblatt der Turmuhr. Die Längsseiten des Langhauses weisen vier schmale, rundbogige Fenster auf.

### Inneres und Ausstattung

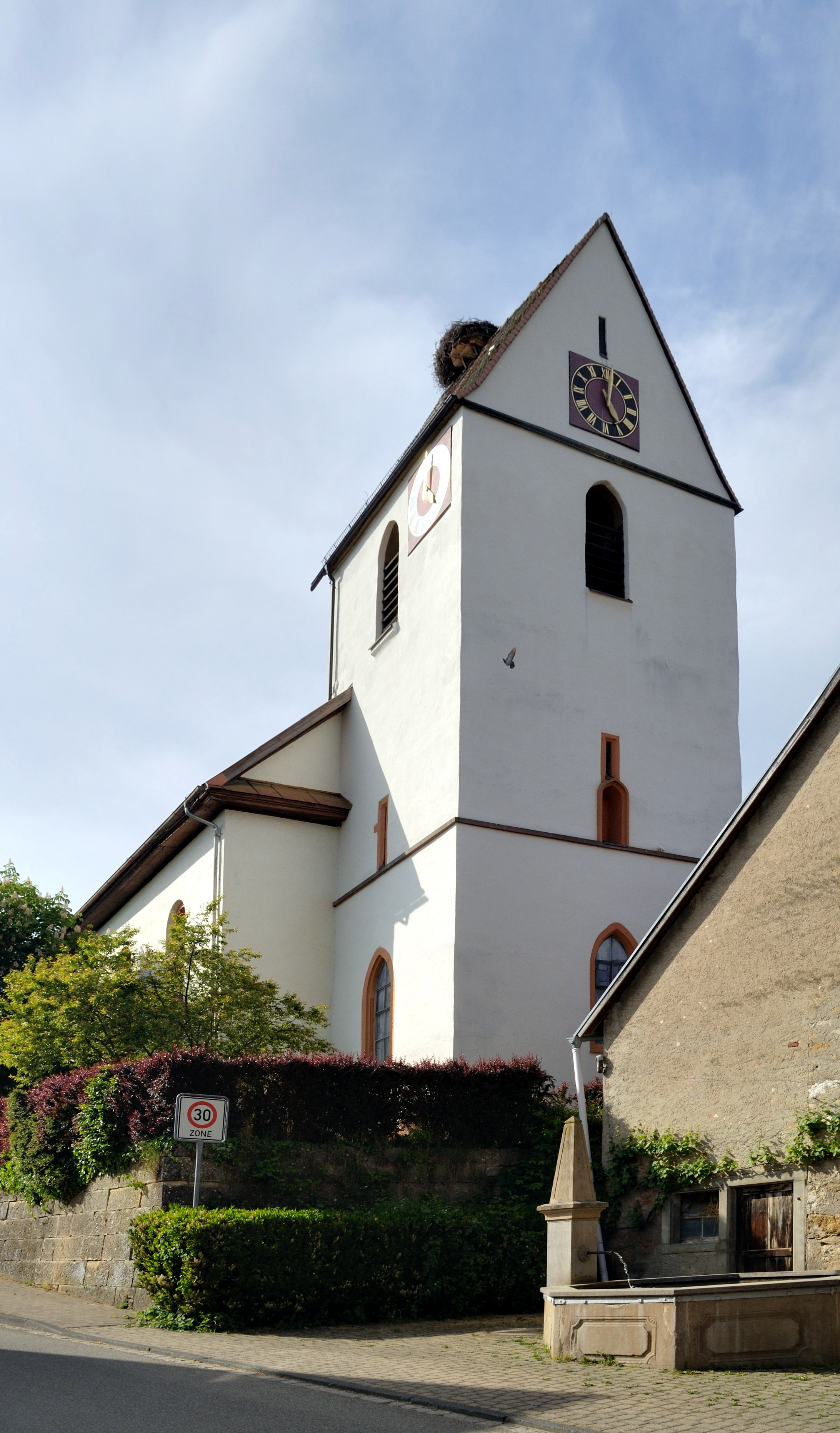
Glockenturm

Im Inneren ist das Gotteshaus mit einer flachen Decke eingehängt. Das Turmuntergeschoss wird als Chor verwendet und ist mit dem Langhaus über einen Triumphbogen verbunden. An den Wänden der Turmhalle und der Innenseite des Triumphbogens sind die Wandmalereien unterschiedlichen Erhaltungsgrades auszumachen. Die Darstellungen auf einem Fries zeigen Szenen aus dem Leben Jesu, der Darstellung im Tempel, die Taufe des Johannes und den Einzug nach Jerusalem. Der Chor selbst ist auf allen vier Seiten ausgemalt und zeigt die Annenlegende nach der Legenda aurea und zwölf lebensgroße Apostel, die Spruchbänder und Attribute halten. Die lebhaften Darstellung zählen zu den kostbarsten mittelalterlichen Kirchenmalereien des Markgräflerlandes.
Zwischen Chor und Langhaus ist der Altar angeordnet. Die Orgel steht auf einer Betonempore über dem Haupteingang.

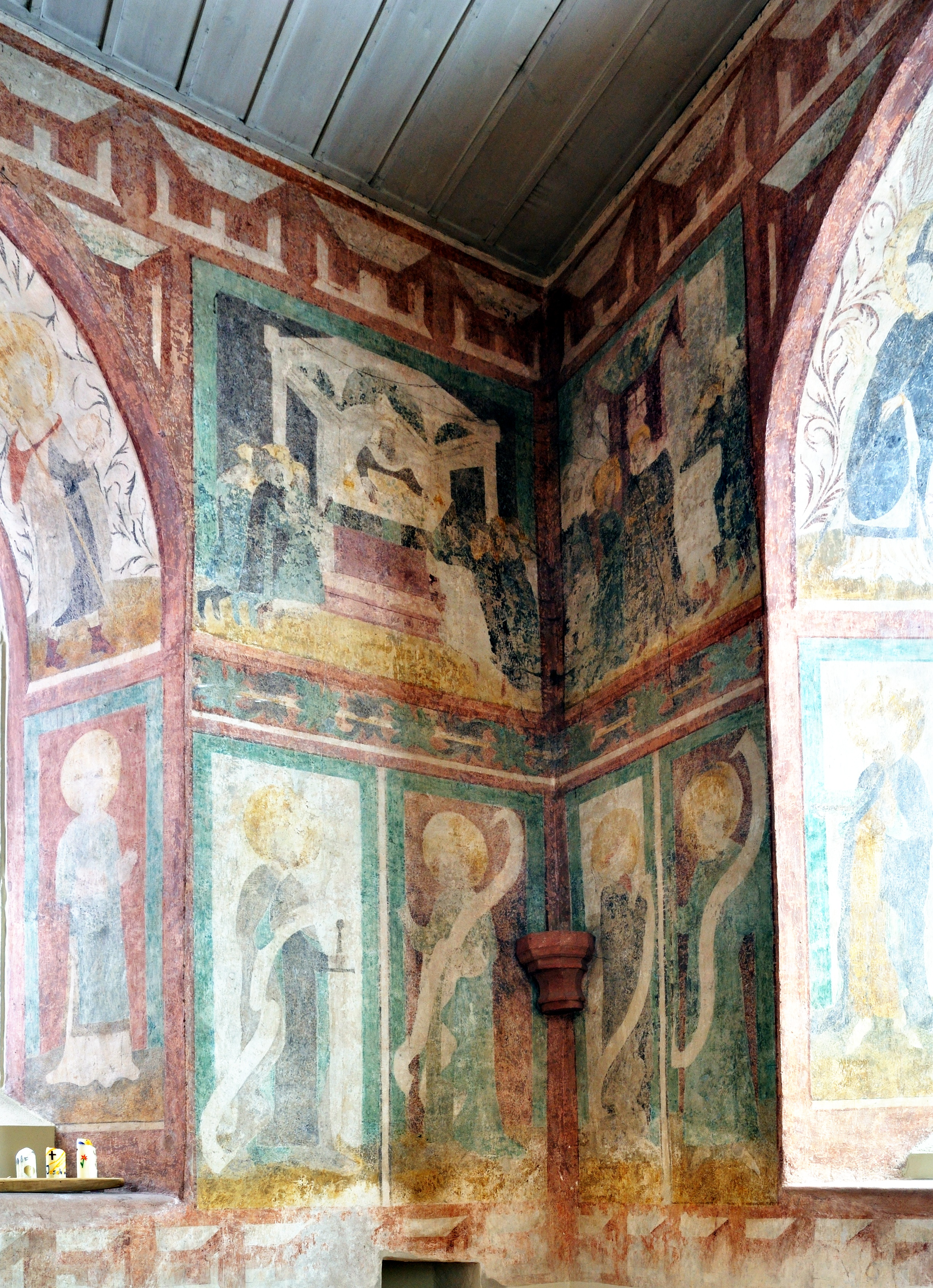
Aposteldarstellung (unten), Abendmahlszene (oben)
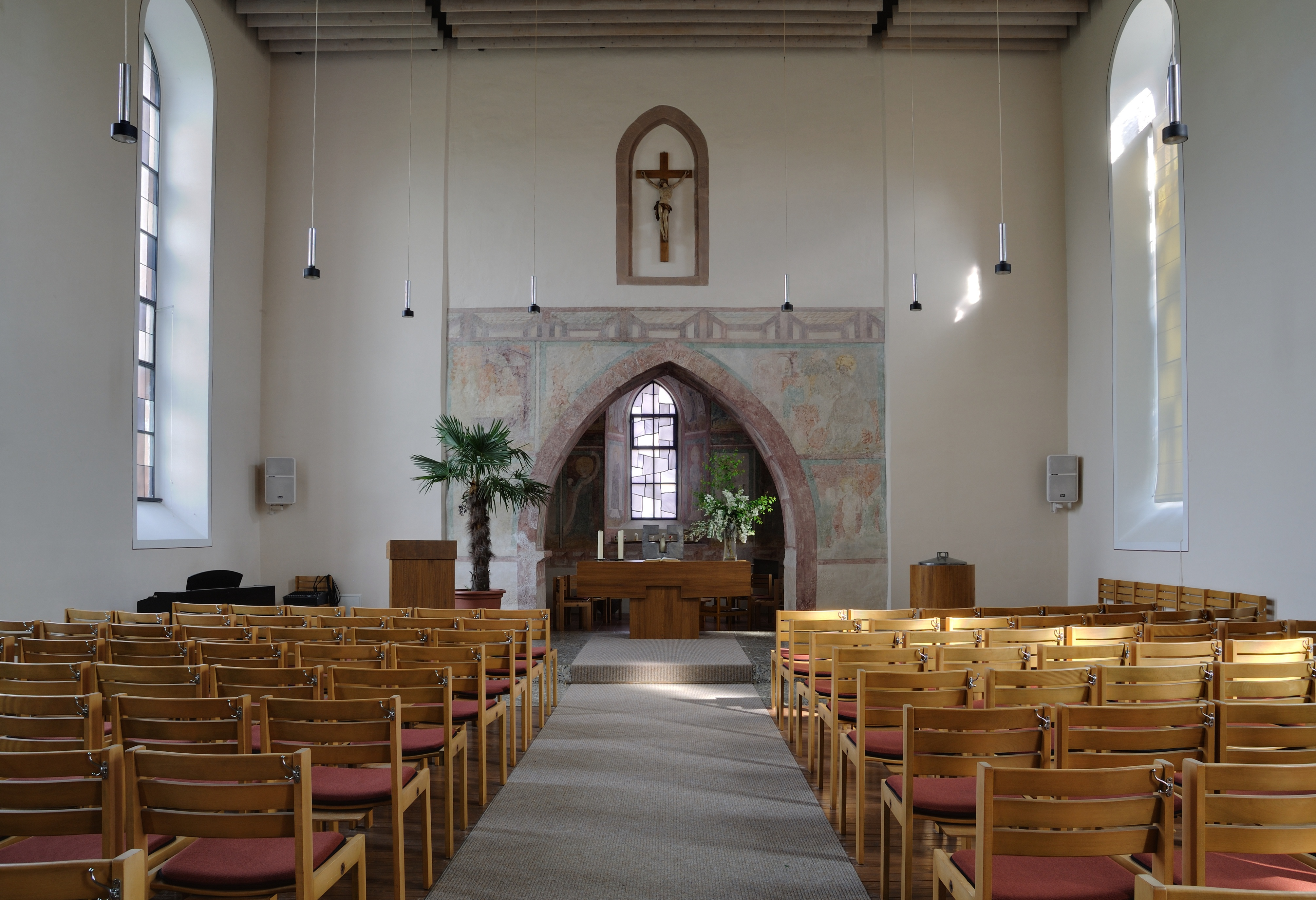
Blick ins Langhaus zum Chor
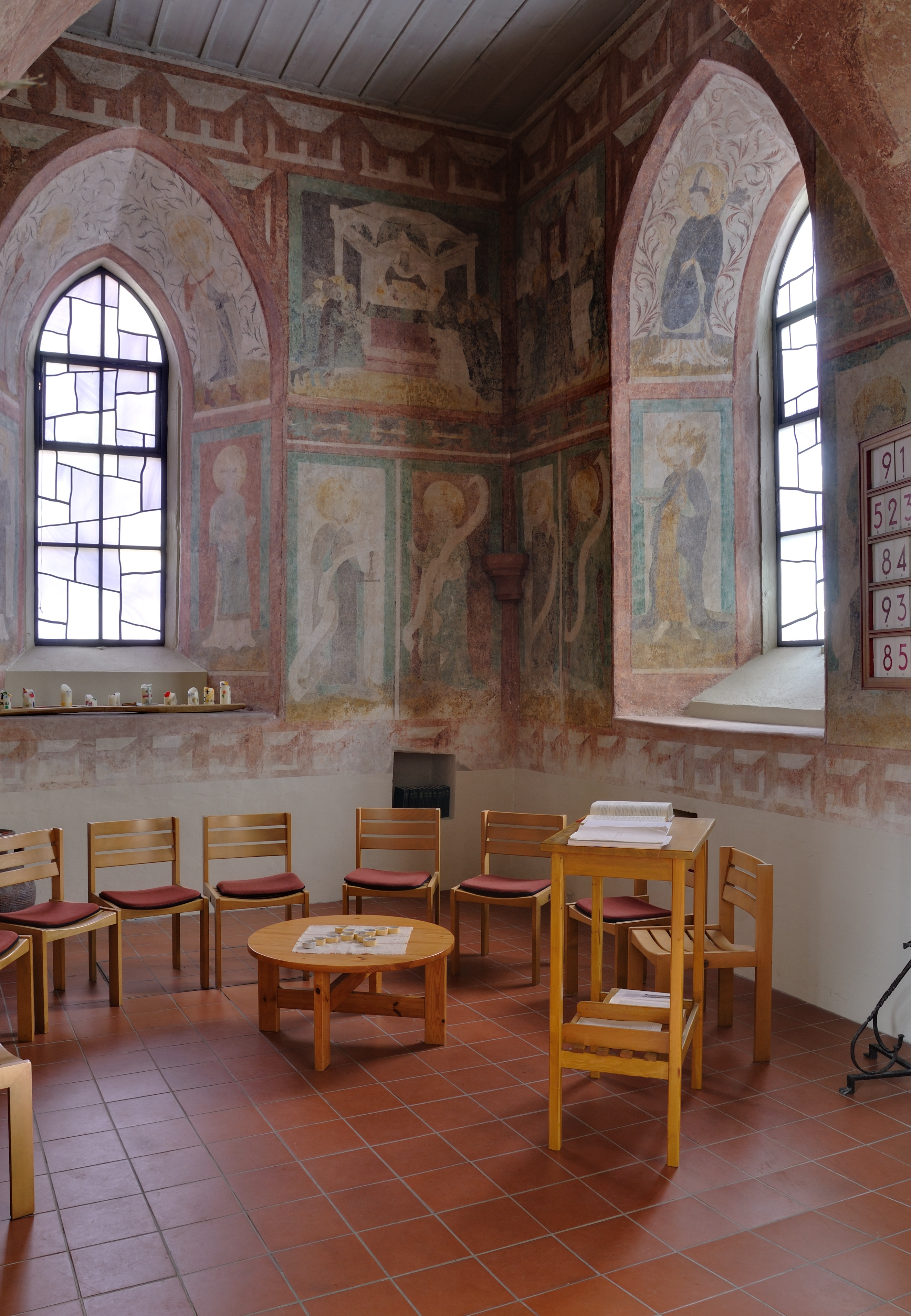
Chor
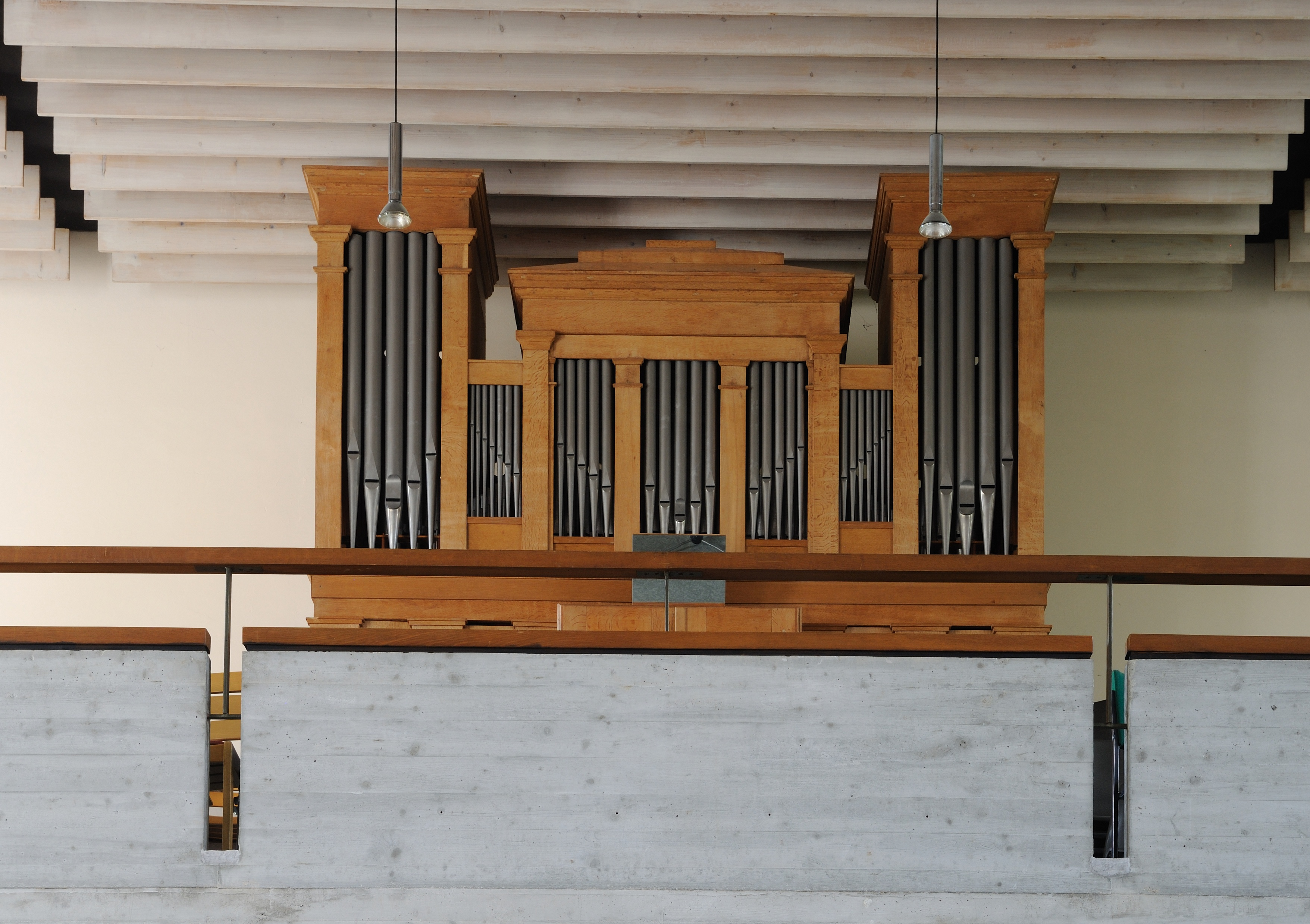
Orgel

### Glocken und Orgel
- Das dreistimmige Glockengeläut aus Bronze setzt sich wie folgt zusammen:

| Glocke | Name             | Schlagton | Gussjahr | Gießer                             |
| ------ | ---------------- | --------- | -------- | ---------------------------------- |
| 1      | Große Glocke     | a′        | 1951     | Glockengießerei Bachert, Karlsruhe |
| 2      | Vaterunserglocke | h′        | 1763     | Andreas Roost, Lörrach             |
| 3      | Kleine Glocke    | d′′       | 1951     | Glockengießerei Bachert, Karlsruhe |
- Das Gehäuse der Orgel geht vermutlich auf Franz Josef Merklin zurück und wurde 1830 erbaut – es steht heute unter Denkmalschutz. Das Instrument wurde 1911 von Voit & Söhne erbaut und 1972 durch Peter Vier erneuert. Es arbeitet mit mechanischer Traktur und verfügt über neun Register auf zwei Manualen und Pedal.[10]